# Werkstoffnummer
Die Werkstoffnummer eines Werkstoffes ist eine Art, einen technischen Werkstoff eindeutig zu bezeichnen.
Die Werkstoffnummer eines Stahles beginnt nach Europäischer Normung immer mit 1., die von Schwermetallen (außer Eisen) mit  2., die von Leichtmetallen mit  3., jeweils gefolgt von vier Ziffern. Stahl-Werkstoffnummern werden vom Stahlinstitut VDEh vergeben.
Die Werkstoffnummer einer Aluminiumlegierung beginnt nach Europäischer Normung immer mit EN AW gefolgt von vier Ziffern für eine Knetlegierung oder EN AC gefolgt von fünf Ziffern für eine Gusslegierung.

## Stahl und Eisen
siehe auch: Stahlsorte, Abschnitt Werkstoffnummern
Werkstoffnummern werden in folgendem Format dargestellt: 1.2345(67). Nach der zurzeit gültigen Norm EN 10027-2:1992-09 kann die Zählnummer (45) auf bis zu vier Stellen erhöht werden, wenn es die Zunahme der Anzahl der Stahlsorten erforderlich macht.
Nach der zurückgezogenen DIN-Norm DIN 17007-2:1961-09 waren zusätzlich die Stellen 6 als Stahlgewinnungsverfahren und 7 als Behandlungszustand genormt, meist wurde darauf aber verzichtet.
Nachfolgend ist die Bedeutung der Stellen in einer Werkstoffnummer aufgelistet:
|            | Bedeutung                  |
| ---------- | -------------------------- |
| 1.2345(67) | Werkstoffhauptgruppe       |
| 1.2345(67) | Sortennummer (Stahlgruppe) |
| 1.2345(67) | Zählnummer                 |
| 1.2345(67) | erweiterte Zählnummer      |

### Werkstoffhauptgruppen
| Ziffer | Werkstoffhauptgruppe DIN 17007-1:1959-04 (zurückgezogen) | |
| ------ | -------------------------------------------------------- | --- |
| 0      | Gusseisenwerkstoffe, Roheisensorten, Ferrolegierungen    | DIN 17007-3:1971-01 zurückgezogen; aktuell EN 1560 mit Werkstoffnummern 5.xxxx für Gusseisen |
| 1      | Gruppe der Stähle                                        | DIN 17007-2:1961-09 zurückgezogen; aktuell EN 10027-2 |
| 2      | Nichteisen-Schwermetalle                                 | DIN 17007-4:2012-12 aktuell; für Werkstoffnummern, für die keine Bezeichnungssysteme in europäischen Normen vorliegen wie beispielsweise EN 573 (Aluminium und Aluminiumlegierungen) und EN 1412 (Kupfer und Kupferlegierungen) |
| 3      | Nichteisen-Leichtmetalle                                 | DIN 17007-4:2012-12 aktuell; für Werkstoffnummern, für die keine Bezeichnungssysteme in europäischen Normen vorliegen wie beispielsweise EN 573 (Aluminium und Aluminiumlegierungen) und EN 1412 (Kupfer und Kupferlegierungen) |
| 4      | Pulvermetalle, Sinterwerkstoffe                          | |
| 5…8    | Nichtmetallische Werkstoffe                              | |
| 9      | reserviert (für interne Verwendung)                      | |

#### Hauptgruppe 0 (Roh- und Gusseisen)
| Hauptgruppe 0 (Roh- und Gusseisen) | Hauptgruppe 0 (Roh- und Gusseisen) |
| Sortennummer                       | Sortenklasse                       |
| ---------------------------------- | ---------------------------------- |
| 00…19                              | Roheisen                           |
| 20…49                              | Vorlegierung, Sonderroheisen       |
| 60…69                              | Gusseisen, Lamellengrafit          |
| 70…79                              | Gusseisen, Kugelgrafit             |
| 80…89                              | Temperguss                         |
| 90…99                              | Sondergusseisen                    |

#### Hauptgruppe 1 (Stahl)
| Hauptgruppe 1 (Stahl)      | Hauptgruppe 1 (Stahl)                                                       |                            |
| Sortennummer (Stahlgruppe) | Stahlsorte                                                                  |                            |
| -------------------------- | --------------------------------------------------------------------------- | -------------------------- |
| 00, 90                     | Stahl                                                                       | Grundstahl                 |
| 01, 91                     | Allgemeiner Baustahl mit Rm<500 N mm−2                                      | Unlegierter Qualitätsstahl |
| 02, 92                     | Sonstiger Baustahl; nicht für Wärmebehandlung geeignet; mit Rm < 500 N mm−2 | Unlegierter Qualitätsstahl |
| 03, 93                     | Stahl mit C-Gehalt = <0,12 % oder Rm < 400 N mm−2                           | Unlegierter Qualitätsstahl |
| 04, 94                     | Stahl mit C-Gehalt = 0,12…0,25 % oder Rm=400…500 N mm−2                     | Unlegierter Qualitätsstahl |
| 05, 95                     | Stahl mit C-Gehalt = 0,25…0,55 % oder Rm = 500…700 N mm−2                   | Unlegierter Qualitätsstahl |
| 06, 96                     | Stahl mit C-Gehalt ≥ 0,55 % oder Rm ≥ 700 N mm−2                            | Unlegierter Qualitätsstahl |
| 07, 97                     | Stahl mit höherem P- oder S-Gehalt                                          | Unlegierter Qualitätsstahl |
| 10                         | Stahl mit besonderen physikalischen Eigenschaften                           | Unlegierter Edelstahl      |
| 11                         | Bau-, Maschinenbau-, Behälterstahl mit C-Gehalt < 0,5 %                     | Unlegierter Edelstahl      |
| 12                         | Maschinenbaustahl mit C-Gehalt ≥ 0,5 %                                      | Unlegierter Edelstahl      |
| 13                         | Bau-, Maschinenbau-, Behälterstahl mit besonderen Anforderungen             | Unlegierter Edelstahl      |
| 15…18                      | Behälterstahl                                                               | Unlegierter Edelstahl      |
| 08, 98                     | Stahl mit besonderen physikalischen Eigenschaften                           | Legierter Qualitätsstahl   |
| 09, 99                     | Stahl für verschiedene Anwendungen                                          | Legierter Qualitätsstahl   |
| 20…28                      | Werkzeugstahl                                                               | Legierter Edelstahl        |
| 32, 33                     | Schnellarbeitsstahl                                                         | Legierter Edelstahl        |
| 35                         | Wälzlagerstahl                                                              | Legierter Edelstahl        |
| 36                         | Stahl mit besonderen magnetischen Eigenschaften                             | Legierter Edelstahl        |
| 37                         | Stahl mit besonderen magnetischen Eigenschaften; mit Co legiert             | Legierter Edelstahl        |
| 38                         | Stahl mit besonderen physikalischen Eigenschaften                           | Legierter Edelstahl        |
| 39                         | Stahl mit besonderen physikalischen Eigenschaften; mit Ni legiert           | Legierter Edelstahl        |
| 40                         | Nichtrostender Stahl mit < 2,5 % Ni                                         | Legierter Edelstahl        |
| 41                         | Nichtrostender Stahl mit < 2,5 % Ni; mit Mo                                 | Legierter Edelstahl        |
| 43                         | Nichtrostender Stahl mit ≥ 2,5 % Ni                                         | Legierter Edelstahl        |
| 44                         | Nichtrostender Stahl mit ≥ 2,5 % Ni; mit Mo                                 | Legierter Edelstahl        |
| 45                         | Nichtrostender Stahl mit Sonderzusätzen                                     | Legierter Edelstahl        |
| 46                         | Chemisch beständige und hochwarmfeste Ni-Legierung                          | Legierter Edelstahl        |
| 47                         | Hitzebeständiger Stahl                                                      | Legierter Edelstahl        |
| 48                         | Hitzebeständiger Stahl mit ≥ 2,5 % Ni                                       | Legierter Edelstahl        |
| 49                         | hochwarmfester Werkstoff                                                    | Legierter Edelstahl        |
| 85                         | Nitrierstahl                                                                | Legierter Edelstahl        |
| 87…89                      | Bau-, Maschinenbau-, Behälterstahl; hochfest und schweißgeeignet            | Legierter Edelstahl        |
| 50…84, 86                  | Bau-, Maschinenbau-, Behälterstahl nach Legierungselementen geordnet        | Legierter Edelstahl        |

#### Beispiel
Werkstoffnummer 1.0144
- Stahl (Ziffer 1)
- allgemeiner Baustahl (Rm < 500 N.mm−2) (Ziffer 2 und 3)
- Kurzname: S275J2+N (Ziffer 4 und 5)

1.0144 wird für Maschinenteile, Stahlhochbau, Kranbau, Achsen und Wellen verwendet. An Stelle der Werkstoffnummern können beim Stahl auch die so genannten Kurznamen verwendet werden: Stahlsorten.

## Nichteisenmetalle

### Format für Werkstoffnummern
Werkstoffnummern von Nichteisenmetallen werden in folgendem Format dargestellt: 1.2345.67
| Stelle    | Bedeutung                                                               |
| --------- | ----------------------------------------------------------------------- |
| 1.2345.67 | Werkstoffhauptgruppe (1 = Stähle), 2 = Schwermetalle, 3 = Leichtmetalle |
| 1.2345.67 | Sortennummern                                                           |
| 1.2345.67 | Anhängezeichen                                                          |

### Format für Werkstoffkurzzeichen
Werkstoffkurzzeichen werden in folgendem Format dargestellt: 12-3456 78
| Stelle     | Bedeutung               |
| ---------- | ----------------------- |
| 12-3456 78 | Herstellung, Verwendung |
| 12-3456 78 | Zusammensetzung         |
| 12-3456 78 | Besondere Eigenschaften |

## Aluminium und Aluminiumlegierungen
EN AW-1234 X
| Ziffer | Bedeutung                                                                           |
| ------ | ----------------------------------------------------------------------------------- |
| EN     | Euronorm                                                                            |
| A      | Aluminium                                                                           |
| W      | Erzeugnisform, W für Knetlegierung, C für Gusslegierung                             |
| 1      | Hauptlegierungselement                                                              |
| 2      | Legierungsabwandlung                                                                |
| 3, 4   | Bezeichnung verschiedener Legierungen in der Serie, ohne Bedeutung für den Anwender |
| X      | Kennzeichnung nationaler Varianten                                                  |

Aluminiumknetlegierungen werden meist statt mit ihrer Werkstoffnummer mit einem von der Aluminium Association erstellten vierstelligen Zahlensystem bezeichnet, siehe Aluminiumlegierung.
nach EN 573-1:2005-02

## Sintermetalle
Sint-AA 1 2
| Ziffer | Bedeutung                                    |
| ------ | -------------------------------------------- |
| AA     | Kennbuchstaben für die Raumerfüllung RX      |
| 1      | Kennziffer für die chemische Zusammensetzung |
| 2      | Zählziffer                                   |

### Raumerfüllung
{\displaystyle R_{X}={{\text{Dichte des Materials}} \over {\text{Dichte des Metalls}}}}
| Zeichen | RX [%] | Verwendung                                        | Eigenschaften                                  |
| ------- | ------ | ------------------------------------------------- | ---------------------------------------------- |
| AF      | < 73   | Filter für Gase und Flüssigkeiten                 | warmfest                                       |
| A       | 75±2,5 | Gleitlager                                        | gute Notlaufeigenschaften                      |
| B       | 80±2,5 | Gleitlager                                        | ölgetränkt; hervorragende Notlaufeigenschaften |
| C       | 85±2,5 | Gleitlager, Formteile, Maschinenteile             |                                                |
| D       | 90±2,5 | Formteile, Reibwerkstoffe                         | schweiß- und härtbar                           |
| E       | 98±2,5 | Formteile, Büromaschinen-, Relaisteile, Polschuhe |                                                |
| F       | > 95,5 | Formteile, Zahnräder, Kupplungen                  | warmgepresst; verschleiß- und dauerfest        |
| G       | > 92   | Formteile, Pumpenteile                            | infiltriert; öl- und wasserdicht               |
| S       | > 90   | Gleitlager, Gleitelemente                         | warmgepresst                                   |

### Chemische Zusammensetzung
| Ziffer | Bedeutung                                                             |
| ------ | --------------------------------------------------------------------- |
| 0      | Sintereisen, Sinterstahl, unlegiert (0…1 %)                           |
| 1      | Sinterstahl, 1…5 % Cu, mit oder ohne C                                |
| 2      | Sinterstahl; > 5 % Cu; mit oder ohne C                                |
| 3      | Sinterstahl; mit oder ohne C bzw. Cu; andere Legierungselemente < 6 % |
| 4      | Sinterstahl; mit oder ohne C bzw. Cu; andere Legierungselemente > 6 % |
| 5      | Sinterlegierung mit mehr als 60 % Cu                                  |
| 6      | Sinterlegierung aus anderen Buntmetallen                              |
| 7      | Sinterleichtmetall                                                    |
| 8, 9   | reserviert                                                            |

### Kurznamen
| Name      | Festigkeit Rm [N mm−2] | Zusammensetzung                                                                                  |
| --------- | ---------------------- | ------------------------------------------------------------------------------------------------ |
| Sint-AF40 | 10…150                 | Sinterstahl (CrNi), Sinter-CuSn (Bronze), Sinter-Polyethylen                                     |
| Sint-AF50 | 10…80                  | Sinterstahl (CrNi), Sinter-CuSn (Bronze), Sinter-Polyethylen                                     |
| Sint-AF90 | 0,2                    | Sinterstahl (CrNi), Sinter-CuSn (Bronze), Sinter-Polyethylen                                     |
| Sint-A00  | > 60                   | Sintereisen, Sintereisen, weichmagnetisch                                                        |
| Sint-B00  | > 80                   | Sintereisen, Sintereisen, weichmagnetisch                                                        |
| Sint-D02  | > 190                  | Sintereisen, Sintereisen, weichmagnetisch                                                        |
| Sint-B10  | > 150                  | Sinterstahl, kupferhaltig                                                                        |
| Sint-E10  | > 350                  | Sinterstahl, kupferhaltig                                                                        |
| Sint-A11  | > 200                  | Sinterstahl, kohlenstoff- und kupferhaltig, mit MoS2                                             |
| Sint-B11  | > 250                  | Sinterstahl, kohlenstoff- und kupferhaltig, mit MoS2                                             |
| Sint-D11  | > 500                  | Sinterstahl, kohlenstoff- und kupferhaltig, mit MoS2                                             |
| Sint-S11  | > 45                   | Sinterstahl, kohlenstoff- und kupferhaltig, mit MoS2                                             |
| Sint-B21  | > 250                  | Sinterstahl, kohlenstoffhaltig, über 5 % Cu Sinterstahl, Cu infiltriert                          |
| Sint-C21  | > 350                  | Sinterstahl, kohlenstoffhaltig, über 5 % Cu Sinterstahl, Cu infiltriert                          |
| Sint-G22  | > 75                   | Sinterstahl, kohlenstoffhaltig, über 5 % Cu Sinterstahl, Cu infiltriert                          |
| Sint-C30  | > 260                  | Sinterstahl, Cu- und Ni-haltig                                                                   |
| Sint-D30  | > 550                  | Sinterstahl, Cu- und Ni-haltig                                                                   |
| Sint-A34  | > 120                  | Sinterstahl mit Cu und Sn Sinterstahl, phosphorhaltig                                            |
| Sint-B34  | > 170                  | Sinterstahl mit Cu und Sn Sinterstahl, phosphorhaltig                                            |
| Sint-C35  | > 230                  | Sinterstahl mit Cu und Sn Sinterstahl, phosphorhaltig                                            |
| Sint-D35  | > 300                  | Sinterstahl mit Cu und Sn Sinterstahl, phosphorhaltig                                            |
| Sint-S41  | > 85                   | Sinterstahl mit C, Cu, Ni, Sinter-CuSn, Sinter-CuSn, graphithaltig                               |
| Sint-A50  | > 70                   | Sinterstahl mit C, Cu, Ni, Sinter-CuSn, Sinter-CuSn, graphithaltig                               |
| Sint-D50  | > 220                  | Sinterstahl mit C, Cu, Ni, Sinter-CuSn, Sinter-CuSn, graphithaltig                               |
| Sint-S51  | > 40                   | Sinterstahl mit C, Cu, Ni, Sinter-CuSn, Sinter-CuSn, graphithaltig                               |
| Sint-C82  | > 90                   | Sinter-CuZn (Messing), Sinter-CuSn, C- und Pb-haltig, Sinter-CuNiZn, Sinter-CuNiFe, grafithaltig |
| Sint-D52  | > 100                  | Sinter-CuZn (Messing), Sinter-CuSn, C- und Pb-haltig, Sinter-CuNiZn, Sinter-CuNiFe, grafithaltig |
| Sint-S53  | > 45                   | Sinter-CuZn (Messing), Sinter-CuSn, C- und Pb-haltig, Sinter-CuNiZn, Sinter-CuNiFe, grafithaltig |
| Sint-C54  | > 100                  | Sinter-CuZn (Messing), Sinter-CuSn, C- und Pb-haltig, Sinter-CuNiZn, Sinter-CuNiFe, grafithaltig |
| Sint-S61  | > 80                   | Sinter-CuZn (Messing), Sinter-CuSn, C- und Pb-haltig, Sinter-CuNiZn, Sinter-CuNiFe, grafithaltig |
| Sint-D71  | > 90                   | Sinteraluminium (AlMgCu oder AlCuMg)                                                             |
| Sint-E71  | > 100                  | Sinteraluminium (AlMgCu oder AlCuMg)                                                             |
| Sint-D73  | > 120                  | Sinteraluminium (AlMgCu oder AlCuMg)                                                             |
| Sint-E73  | > 140                  | Sinteraluminium (AlMgCu oder AlCuMg)                                                             |

## Thermoplastische Formmassen
AA-B CDDDDDDD 11-E222 GH33
| Ziffer  | Bedeutung                                              |
| ------- | ------------------------------------------------------ |
| AA      | Kurzzeichen für Hauptpolymer (z. B. PP = Polypropylen) |
| -B      | Kennbuchstaben für besondere Eigenschaften.            |
| C       | Vorgesehene Verarbeitungsverfahren.                    |
| DDDDDDD | Qualitative Merkmale (Additive und Einfärbung).        |
| 11-E222 | Enthält Angaben zur Festigkeit und zum Schmelzindex.   |
| G       | Material des beigegebenen Zusatzstoffes.               |
| H       | Form oder Struktur des beigegebenen Zusatzstoffes.     |
| 33      | Masseanteil in % des beigegebenen Zusatzstoffes.       |

siehe auch: ISO 1872

## Andere Systematiken
In Nordamerika ist die Verwendung von UNS-Nummern (Unified Numbering System) verbreitet. UNS ist mit dem ASTM und SAE/AISI-System abgestimmt („unified“).
Daneben gibt es weitere nationale (z. B. China), internationale und Systeme für spezielle Bereiche, z. B. Schmuck und Tafelsilber (Feingehalt).